# Vasilij Kapnist
Vasilij Vasiljevitj Kapnist (Василий Васильевич Капнист), född 23 februari (gamla stilen: 12 februari) 1758 i Velikaja Obuchovka, guvernementet Poltava, död 9 november (gamla stilen: 28 oktober) 1823 i Kibitsy, guvernementet Poltava, var en grekiskfödd ukrainsk skald.
Kapnist härstammade från en gammal grekisk adelsätt på Korfu, innehade åtskilliga statsämbeten och levde därefter på sitt gods i Ukraina. Han var släkting och vän till Gavrila Derzjavin och tog denne till mönster, skrev pseudoklassiska oden, främst i elegisk ton, samt översatte Horatius. Stort uppseende väckte han genom en litterär Satir (1780) och Ode till träldomen (tryckt först 1806), som förhärligade hans hembygds historia, med anledning av att livegenskapen under Katarina II infördes i Ukraina. Sin största berömmelse vann han genom den satiriska komedin Jabeda (Förtal, ränker) 1798 med vassa anspelningar på den byråkratiska falheten, så att den snart förbjöds på scenen.  År 1796 utkom Kapnists första diktsamling. Hans samlade arbeten utgavs 1849.